# Zero de Siegel
Em matemática, mais especificamente na área de teoria analítica dos números, um zero de Landau–Siegel ou simplesmente zero de Siegel (também conhecido como zero excepcional), nomeado em homenagem a Edmund Landau e Carl Ludwig Siegel, é um tipo de contraexemplo potencial para a Hipótese de Riemann generalizada, sobre zeros de funções L de Dirichlet associadas a corpos de números quadráticos. Grosso modo, estes são possíveis zeros muito próximos (num sentido quantificável) de s = 1.

## Motivação e definição
O modo como zeros de Siegel aparecem na teoria de funções L de Dirichlet é como possíveis exceções para as região livre de zeros clássicas, que podem ocorrer somente quando a função L é associada a um caráter de Dirichlet real.

### Caráteres de Dirichlet reais primitivos
Para um inteiro q ≥ 1, um caráter de Dirichlet módulo q é uma função aritmética {\textstyle \chi :\mathbb {Z} \to \mathbb {C} ^{*}} satisfazendo as seguintes propriedades:
- (Completamente multiplicativa) {\textstyle \chi (mn)=\chi (m)\chi (n)} para todo m, n;
- (Periódica) {\textstyle \chi (n+q)=\chi (n)} para todo n;
- (Suporte) {\textstyle \chi (n)=0} se {\displaystyle \mathrm {gcd} (n,q)>1}.

Isto é, χ é o levantamento de um homomorfismo {\textstyle {\widetilde {\chi }}:(\mathbb {Z} /q\mathbb {Z} )^{\times }\to \mathbb {C} ^{*}}.
O caráter trivial é o caráter módulo 1, e o caráter principal módulo q, denotado {\textstyle \chi _{0}~(\mathrm {mod} ~q)}, é o levantamento do homomorfismo trivial {\textstyle (\mathbb {Z} /q\mathbb {Z} )^{\times }\ni a\mapsto 1\in \mathbb {C} ^{*}}. Um caráter {\textstyle \chi ~(\mathrm {mod} ~{q})} é chamado de imprimitivo se existe um inteiro {\textstyle d\neq q} com {\textstyle d\mid q} tal que o homomorfismo induzido {\textstyle {\widetilde {\chi }}:(\mathbb {Z} /q\mathbb {Z} )^{\times }\to \mathbb {C} ^{*}} fatora-se em
{\displaystyle (\mathbb {Z} /q\mathbb {Z} )^{\times }\twoheadrightarrow (\mathbb {Z} /d\mathbb {Z} )^{\times }\xrightarrow {\widetilde {\chi '}} \mathbb {C} ^{*}}
para algum caráter {\textstyle \chi '~(\mathrm {mod} ~{d})}; caso contrário, {\textstyle \chi ~(\mathrm {mod} ~{q})} é chamado de primitivo. Um caráter {\textstyle \chi } é real (ou quadrático) se este é igual ao seu conjugado complexo {\displaystyle {\overline {\chi }}} (definido como {\displaystyle {\overline {\chi }}(n):={\overline {\chi (n)}}}), ou equivalentemente {\textstyle \chi ^{2}=\chi _{0}}. Os caractéres de Dirichlet reais primitivos estão em correspondência biunívoca com os símbolos de Kronecker {\textstyle (D|\,\cdot \,):\mathbb {Z} \to \{-1,0,1\}} para {\textstyle D\in \mathbb {Z} } um discriminante fundamental (isto é, o discriminante de um corpo quadrático). Uma maneira de definir {\textstyle (D|\,\cdot \,)} é como a função aritmética completamente multiplicativa determinada por (para p primo):
{\displaystyle {\bigg (}{\frac {D}{p}}{\bigg )}={\begin{cases}1,&(p){\text{ é decomposto em }}\mathbb {Q} ({\sqrt {D}})\\-1,&(p){\text{ é inerte }}\cdots \\0,&(p){\text{ ramifica }}\cdots \end{cases}},\quad {\bigg (}{\frac {D}{-1}}{\bigg )}={\text{sinal de }}D.}
Portanto, é comum escrever {\textstyle \chi _{D}:=(D|\,\cdot \,)}, os quais são caráteres primitivos reais módulo {\textstyle |D|}.

### Região livre de zeros clássica
A função L de Dirichlet associada ao caráter {\textstyle \chi ~(\mathrm {mod} ~q)} é definida como a continuação analítica da série de Dirichlet {\textstyle L(s,\chi )=\sum _{n\geq 1}\chi (n)n^{-s}} definida para {\textstyle \mathrm {Re} (s)>1}, onde s á uma variável complexa. Para {\displaystyle \chi } não-principal, esta continuação é inteira; caso contrário esta possui um polo simples de resíduo {\textstyle \prod _{p\mid q}(1-p^{-1})} em s = 1 como sua única singularidade. Para {\textstyle \mathrm {Re} (s)>1}, funções L de Dirichlet podem ser expressas como o produto de Euler {\textstyle L(s,\chi )=\prod _{p}(1-\chi (p)p^{-s})^{-1}}, donde segue que {\textstyle L(s,\chi )} não possui zeros nesta região. O teorema dos números primos para progressões aritméticas é equivalente (em certo sentido) a {\textstyle L(1+it,\chi )\neq 0} ({\textstyle \forall t\in \mathbb {R} }). Além disso, pela equação funcional, pode-se refletir estas regiões via {\textstyle s\mapsto 1-s} para concluir que, com a exceção de inteiros negativos com mesma paridade que χ, todos os outros zeros de {\textstyle L(s,\chi )} estão em {\displaystyle \{0<\mathrm {Re} (s)<1\}}. Esta região é chamada de faixa crítica, e zeros nesta região são chamados de zeros não-triviais.
O teorema clássico em regiões livres de zeros (Grönwall, Landau, Titchmarsh) diz que existe um número real (efetivamente computável) {\textstyle A>0} tal que, escrevendo {\displaystyle s=\sigma +it} para a variável complexa, a função{\textstyle L(s,\chi )} não possui zeros na região
{\displaystyle \sigma >1-{\frac {A}{(\log q(|t|+2))}}}
se {\textstyle \chi ~(\mathrm {mod} ~q)} é não-real. Se {\textstyle \chi } é real, então existe no máximo um zero nesta região, necessariamente real e simples. Este possível zero é chamado zero de Siegel.
A Hipótese de Riemann generalizada (HRG) afirma que para todo {\textstyle \chi ~(\mathrm {mod} ~q)}, todos os zeros não-triviais de {\textstyle L(s,\chi )} estão na reta {\textstyle \mathrm {Re} (s)={\frac {1}{2}}}.

### Definindo "zeros de Siegel"
Existe {\textstyle \delta >0} para o qual {\textstyle L(\sigma ,\chi _{D})\neq 0} para todo discriminante fundamental D se {\textstyle 1-{\frac {\delta }{\log |D|}}<\sigma <1}?
A definição de zeros de Siegel como apresentada acima depende da constante A na região livre de zeros. Isto muitas vezes torna complicado lidar com estes objetos, uma vez que em muitas situações o valor preciso da constante A é de pouco interesse. Assim, é comum trabalhar com enunciados relacionados, tanto afirmando quanto negando, a existência de uma família infinito de tais zeros, como em:
- Conjectura ("zeros de Siegel não existem"): Se {\textstyle \beta _{D}} denota o maior zero real de {\textstyle L(s,\chi _{D})}, então {\displaystyle 1-\beta _{D}\gg {\frac {1}{\log |D|}}}.

Tanto a possibilidade de existência quanto a de não-existência de zeros de Siegel têm grande impacto em assuntos relacionados de teoria dos números, a conjectura "zeros de Siegel não existem" servindo como um substituto mais fraco, apesar de poderoso e às vezes completamente suficiente, para HRG (veja abaixo para um exemplo envolvendo o Teorema de Siegel–Tatuzawa e o problema de números idôneos). Uma formulação equivalente de "zeros de Siegel não existem" que não faz referência explícita a zeros é o enunciado:
{\displaystyle {\frac {L'}{L}}(1,\chi _{D})=O(\log |D|).}
A equivalência pode ser derivada por exemplo usando a região livre de zeros junto com estimativas clássicas para o número de zeros não-triviais de {\textstyle L(s,\chi )} até certa altura.

## Estimativas de Landau–Siegel
O primeiro avanço na questão destes zeros veio de Landau, que mostrou que existe uma constante absoluta B > 0 efetivamente computável tal que, se {\textstyle \chi _{D}} e {\textstyle \chi _{D'}} são caráteres reais primitivos de módulo distinto, e {\textstyle \beta ,\beta '} são zeros reais de {\textstyle L(s,\chi _{D}),L(s,\chi _{D'})} respectivamente, então
{\displaystyle \min\{\beta ,\beta '\}<1-{\frac {B}{\log |DD'|}}.}
Isto está dizendo que, se zeros de Siegel existem, então eles não podem ser muito numerosos. A forma como este resultado foi provado foi via uma argumento de 'torção', que levanta o problema para a função zeta de Dedekind do corpo biquadrático {\textstyle \mathbb {Q} ({\sqrt {D}},{\sqrt {D'}})}. Esta técnica ainda é aplicada bastante em trabalhos modernos.
Este efeito de 'repulsão', após análise mais cuidadosa, levou Landau ao seu teorema de 1936, que diz que para todo {\textstyle \varepsilon >0}, existe {\textstyle C(\varepsilon )\in \mathbb {R} _{+}} tal que, se {\textstyle \beta } é um zero real de {\textstyle L(s,\chi _{D})}, então {\textstyle \beta <1-C(\varepsilon )|D|^{-{\frac {3}{8}}-\varepsilon }}. Contudo, no mesmo ano, e no mesmo volume do mesmo periódico, Siegel melhorou diretamente esta estimativa para
{\displaystyle \beta <1-C(\varepsilon )|D|^{-\varepsilon }.}
Tanto a demonstração de Landau quanto a de Siegel não fornecem algoritmos para calcular {\textstyle C(\varepsilon )\in \mathbb {R} _{+}} explicitamente, tornando-as uma instância de um resultado não-efetivo.

### Teorema de Siegel–Tatuzawa
Em 1951, T. Tatuzawa demonstrou uma versão 'quase' efetiva do teorema de Siegel, mostrando que para qualquer {\textstyle 0<\varepsilon <{\frac {1}{11.2}}} fixo, se {\textstyle |D|>e^{1/\varepsilon }} então
{\displaystyle L(1,\chi _{D})>0.655|D|^{-\varepsilon },}
com a possível exceção de no máximo um discriminante fundamental. Usando a 'quase efetividade' deste resultado, P. J. Weinberger (1973) mostrou que a lista de Euler de 65 números idôneos está completa com a possível exceção de no máximo um elemento.

## Relação com corpos quadráticos
Zeros de Siegel são mais que um problema artificial devido à natureza do argumento para deduzir regiões livres de zeros, e de fato possuem conexões profundas com a aritmética de corpos quadráticos. Por exemplo, a identidade{\textstyle \zeta _{\mathbb {Q} ({\sqrt {D}})}(s)=\zeta (s)L(s,\chi _{D})} pode ser interpretada como uma formulação analítica da lei da reciprocidade quadrática. A conexão per se entre a distribuição de zeros próximos de s = 1 e aritmética vem mais precisamente da Fórmula do número de classes de Dirichlet:
{\displaystyle L(1,\chi _{D})={\begin{cases}{\dfrac {2\pi }{w_{D}{\sqrt {|D|}}}}\,h(D),&{\text{se }}D<0\\[.5em]{\dfrac {\log \varepsilon _{D}}{\sqrt {D}}}\,h(D),&{\text{se }}D>0,\end{cases}}}
onde:
- {\textstyle h(D)} é o número de classes de ideais de {\textstyle \mathbb {Q} ({\sqrt {D}})};
- {\textstyle w_{D}} é número de raízes da unidade em {\textstyle \mathbb {Q} ({\sqrt {D}})} (D < 0);
- {\textstyle \varepsilon _{D}} é a unidade fundamental de {\textstyle \mathbb {Q} ({\sqrt {D}})} (D > 0).

Desta forma, estimativas para o maior zero real de {\textstyle L(s,\chi _{D})} pode ser traduzido em estimativas para {\textstyle L(1,\chi _{D})} (via, por exemplo, o fato de que {\textstyle |L'(\sigma ,\chi )|=O(\log ^{2}q)} para {\textstyle 1-{\frac {1}{\log q}}\leq \sigma \leq 1}), que por sua vez se tornam estimativas para {\textstyle h(D)}. Trabalhos clássicos na área tratam estas três quantidades de forma essencialmente intercambiável, apesar de o caso D > 0 trazer complicações adicionais relacionadas à unidade fundamental.

### Zeros de Siegel como 'fenômenos quadráticos'
Há um sentido no qual a dificuldade associada ao fenômeno de zeros de Siegel em geral é inteiramente restrita a extensões quadráticas. É uma consequência do Teorema de Kronecker–Weber, por exemplo, que a função zeta de Dedekind {\textstyle \zeta _{K}(s)=\sum _{I\subseteq {\mathfrak {O}}_{K}}[{\mathfrak {O}}_{K}:I]^{-s}} de um corpo de números abeliano {\textstyle K/\mathbb {Q} } pode ser escrita como um produto de funções L de Dirichlet. Sendo assim, se {\textstyle \zeta _{K}(s)} possui um zero de Siegel, então existe um subcorpo {\textstyle F\subseteq K} com {\textstyle [F:\mathbb {Q} ]=2} tal que {\textstyle \zeta _{F}(s)} possui um zero de Siegel.
Enquanto para o caso não-abeliano {\textstyle \zeta _{K}(s)} pode em geral ser fatorado apenas em termos de funções L de Artin, o mesmo resultado vale:
- Teorema (Stark, 1974).[14] Seja {\textstyle K/\mathbb {Q} } um corpo de números de grau n > 1. Existe uma constante {\textstyle c(n)} ({\textstyle =4} se {\textstyle K/\mathbb {Q} } é normal, {\textstyle =4n!} caso contrário) tal que, se existe um {\textstyle \beta } real no intervalo

1-{\frac {c(n)}{\log |\Delta _{K}|}}\leq \beta <1
com {\textstyle \zeta _{K}(\beta )=0}, então existe um subcorpo quadrático {\textstyle F\subseteq K} tal que {\textstyle \zeta _{F}(\beta )=0}. Aqui, {\textstyle \Delta _{K}} denota o discriminante da extensão {\textstyle K/\mathbb {Q} }.

## "Zeros de Siegel não existem" paraD< 0
Quando lidando com corpos quadráticos, o caso {\textstyle D>0} tende a ser mais complicado devido ao comportamento da unidade fundamental. Dessa forma, é comum tratar os casos {\textstyle D<0} e {\textstyle D>0} separadamente. Muito mais é conhecido para o caso de discriminantes negativos:

### Cotas inferiores parah(D)
Em 1918, Hecke mostrou que "zeros de Siegel não existem" para {\textstyle D<0} implica que {\textstyle h(D)\gg {\sqrt {|D|}}(\log |D|)^{-1}} (cf. Problema do número de classe). Isto pode ser estendido para uma equivalência, como é uma consequência do Teorema 3 em Granville–Stark (2000):
{\displaystyle {\text{``zeros de Siegel não existem'' para }}D<0\quad \iff \quad h(D)\gg {\frac {\sqrt {|D|}}{\log |D|}}\sum _{(a,b,c)}{\frac {1}{a}},}
onde a soma percorre formas quadráticas binárias reduzidas {\textstyle ax^{2}+bxy+cy^{2}} de discriminante {\textstyle b^{2}-4ac=D}. Usando isso, Granville e Stark mostraram que uma certa versão uniforme da conjectura abc para corpos de números implica "zeros de Siegel não existem" para discriminantes negativos.
Em 1976, D. Goldfeld demonstrou a seguinte cota inferior para {\textstyle h(D)}, incondicional e efetiva:
{\displaystyle h(D)\gg \prod _{p\mid D}{\bigg (}1-{\frac {2{\sqrt {p}}}{p+1}}{\bigg )}\,\log |D|.}

### Multiplicação complexa
Outra equivalência para "zeros de Siegel não existem" para {\textstyle D<0} pode ser dada em termos de cotas superiores para alturas de módulos singulares:
{\displaystyle h(j(\tau _{D}))\ll \log |D|,}
onde:
- {\textstyle h} é a altura logarítmica ingênua para corpos de números;
- {\textstyle j} é a função j-invariante;
- {\textstyle \tau _{D}:=(D+{\sqrt {D}})/2}.

O número {\textstyle j(\tau _{D})} gera o corpo de classe de Hilbert de {\textstyle \mathbb {Q} ({\sqrt {D}})}, que é definido como a sua extensão abeliana não-ramificada maximal. Esta equivalência é uma consequência direta dos resultados em Granville–Stark (2000), e pode ser vista em C. Táfula (2019). 
Uma relação precisa entre alturas e valores de funções L foi obtida por P. Colmez (1993, 1998), que demonstrou que, para uma curva elíptica {\textstyle E_{D}/\mathbb {C} } com multiplicação complexa por {\textstyle \mathbb {Z} [\tau _{D}]}, tem-se
{\displaystyle -2h_{\mathrm {Fal} }(E_{D})-{\frac {1}{2}}\log |D|={\frac {L'}{L}}(0,\chi _{D})+\log 2\pi ,}
onde {\textstyle h_{\mathrm {Fal} }} denota a altura de Faltings. Via as relações padrões {\textstyle h_{\mathrm {Fal} }(E_{D})={\frac {1}{12}}h(j(\tau _{D}))+O(\log h(j(\tau _{D})))} e {\textstyle {\frac {L'}{L}}(1,\chi _{D})=-{\frac {L'}{L}}(0,\chi _{D})-\log |D|+\log 2\pi +\gamma }, o teorema de Colmez também fornece uma demonstração para a equivalência acima.

## Consequências da existência de zeros de Siegel
Apesar de que espera-se que a Hipótese de Riemann generalizada seja verdadeira, enquanto a conjecture "zeros de Siegel não existem" continua aberta é interessante estudar quais são as consequências de tais contraexemplos severos à hipótese. Outra razão para estudar esta possibilidade é o fato de que a demonstração de certos teoremas incondicionais requerem a divisão em dois casos: primeiro um argumento assumindo zeros de Siegel não existem, e então outro assumindo que zeros de Siegel existem. O exemplo mais famoso de um teorema deste tipo é o Teorema de Linnik sobre o menor número primo numa progressão aritmética.
Listamos alguns exemplos de fatos que seguem da existência de zeros de Siegel.

### Infinitude de primos gêmeos
Um dos resultados mais impressionantes nesta direção é o teorema de 1983 de Heath-Brown que, seguindo Tao, pode ser enunciado como a seguir:
- Teorema (Heath-Brown, 1983). Pelo menos uma das seguintes afirmações é verdadeira: (1) Zeros de Siegel não existem. (2) Existem infinitos primos gêmeos.

### Problema da paridade
O problema da paridade em teoria dos crivos se refere, grosso modo, ao fato de que argumentos de crivos tendem em geral a serem incapazes de distinguir entre inteiros com um número par de divisores primos de inteiros com um número ímpar de divisores primos. Isto causa muitas cotas superiores em estimativas de crivos, como a do crivo linear serem o dobro do esperado. Em 2020, Granville mostrou que assumindo a existência de zeros de Siegel é possível demonstrar que as cotas superiores geral para o problema de crivar intervalos são ótimas, o que significa que, se zeros de Siegel existem, então o fator extra de 2 vindo do fenômeno da paridade não seria puramente uma limitação do método.